# Assedio di Hikida
L'assedio del castello di Hikida (疋壇城の戦い?, Hikida-jō no Tatakai) fu una delle tanta battaglie combattute da Oda Nobunaga contro i clan Azai e Asakura durante il periodo Sengoku. Questi due clan furono tra i più strenui oppositori dei tentativi di Nobunaga di conquistare il potere in Giappone.
In quell'anno, 1573, Nobunaga assediava il castello di Odani, che era controllato da Azai Nagamasa. Asakura Yoshikage guidò una forza per aiutare la guarnigione Azai ma fu attaccato da Nobunaga. Si ritirò nel castello di Hikida e fu anche lui messo sotto assedio.
Hikida cadde il 10 agosto e gli Asakura si ritirarono nella loro provincia di Echizen.